# Dekantace

Dekantace

Dekantace je separační metoda, která slouží k oddělování usazenin (nerozpustných sloučenin) postupným odléváním kapaliny nad usazeninou.
Při dekantaci je možné využít dekantační nádobu, což je porcelánová válcovitá nádoba se sadou otvorů umístěných v různých výškách (k urychlení dekantace) se zátkami.
Po sedimentaci usazenin slijeme (upustíme) kapalinu nad sedimentem. Sediment následně prolejeme rozpouštědlem, promícháme a necháme znovu usadit. Postup opakujeme, dokud není kapalina nad sedimentem zbavena všech nečistot.